# Centro de Arqueología Subacuática de Andalucía

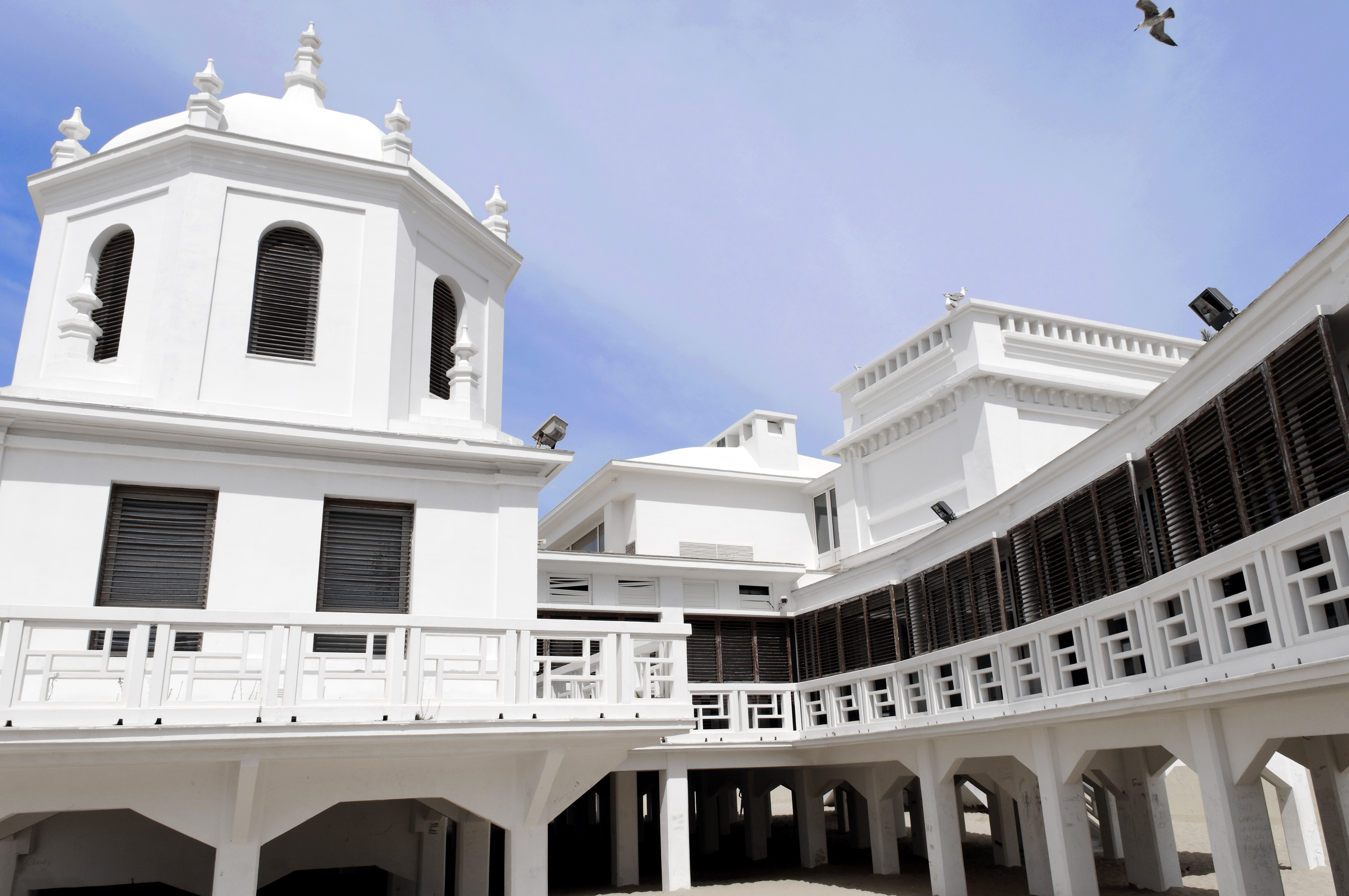
El Balneario de la Palma (Cádiz), sede del Centro de Arqueología Subacuática.

El Centro de Arqueología Subacuática de Andalucía es un organismo especializado perteneciente a la Consejería de Cultura de la Junta de Andalucía, creado en 1997 e integrado dentro del Instituto Andaluz del Patrimonio Histórico. Tiene su sede en la ciudad de Cádiz, en el edificio del Balneario de la Palma y del Real, declarado Bien de interés cultural.
Los objetivos de este centro, son la investigación, protección, conservación y difusión del patrimonio subacuático de la Comunidad Autónoma de Andalucía, así como la formación de profesionales en esta disciplina.
Para la consecución de sus objetivos, ha desarrollado un exhaustivo catálogo de yacimientos arqueológicos submarinos, integrado en el Sistema de información del patrimonio histórico de Andalucía (SIPHA). En total, se conocen 81 yacimientos, que abarcan, cronológicamente, desde la protohistoria hasta la Edad Contemporánea. A través de este inventario, se ha logrado información relativa a 1.250 naufragios históricos en aguas andaluzas. Todo ello, se incluye en una base de datos propia del centro, llamada Docusub, con aplicación de un Sistema de Información Geográfica (SIG).
A raíz de esta información, la Consejería de Cultura ha declarado 42 zonas de servidumbre arqueológica, y ha incoado como BIC, 56 zonas arqueológicas subacuáticas. Como proyectos de investigación, destaca el Proyecto Trafalgar, para documentar todos aquellos yacimientos vinculados a la Batalla de Trafalgar.